# Brownsville Station
Brownsville Station byla americká rocková skupina, působící v 70. letech 20. století. Původní členové byli Cub Koda (kytara/zpěv), Mike Lutz (kytara/zpěv), T.J. Cronley (bicí) a Tony Driggins (baskytara/zpěv). Skupina se nejvíce proslavila písní Smokin' in the Boys Room z roku 1973.

## Diskografie

### Alba
- 1970: No BS
- 1972: A Night On the Town
- 1973: Yeah!
- 1974: School Punks
- 1975: Motor City Connection
- 1977: Brownsville Station (také 'The Red Album')
- 1978: Air Special

### Kompilace
- 1993: Smokin' In the Boys Room: The Best of Brownsville Station
- 2003: Smokin' In the Boys Room and Other Hits
- 2005: Smokin' In the Boys Room
- 2006: Rhino Hi-Five: Brownsville Station

## Členové
- Cub Koda (1969 - 1979) - kytara/zpěv
- Mike Lutz (1969 - 1979) - kytara/zpěv/baskytara
- T.J. Cronley (1969 - 1971, 1977) - bicí
- Tony Driggins (1969 - 1972, 1977) - baskytara/zpěv
- Henry "H-Bomb" Weck (1972 - 1979) - bicí/zpěv
- Bruce Nazarian (1975 - 1979) - kytara/zpěv/baskytara/klávesy